# Stazione di Medno
La stazione di Medno (in sloveno Železniško postajališče Medno) è una fermata ferroviaria posta sulla linea ferroviaria Lubiana-Jesenice. Serve il comune di Lubiana ed in particolare l'insediamento di Medno.